# هانس كرامر
هانس كرامر (بالألمانية: Hans Cramer)‏ هو عسكري ألماني، ولد في 13 يوليو 1896 في مندن في ألمانيا، وتوفي بنفس المكان في 28 أكتوبر 1968.